# Leptogenys parvula
Leptogenys parvula är en myrart som beskrevs av Carlo Emery 1900. Leptogenys parvula ingår i släktet Leptogenys och familjen myror. Inga underarter finns listade i Catalogue of Life.